# Özgön
Uzgen (ryska: Узген) är en ort i Kirgizistan.   Den ligger i oblastet Osj, i den sydvästra delen av landet, 260 km söder om huvudstaden Bisjkek. Uzgen ligger 1 027 meter över havet och antalet invånare är 40 360.
Terrängen runt Uzgen är kuperad österut, men västerut är den platt. Runt Uzgen är det ganska tätbefolkat, med 70 invånare per kvadratkilometer. Det finns inga andra samhällen i närheten. Trakten runt Uzgen består i huvudsak av gräsmarker.